# 2. hegedű-zongora szonáta (Bartók)
Bartók II. hegedű-zongora szonátája (Sz. 76, BB 85) egy évvel az első után keletkezett, 1922 őszén. A következő év februárjában Bartók Zathureczky Ede közreműködésével mutatta be Budapesten. A művet ezúttal is Arányi Jellynek ajánlotta.

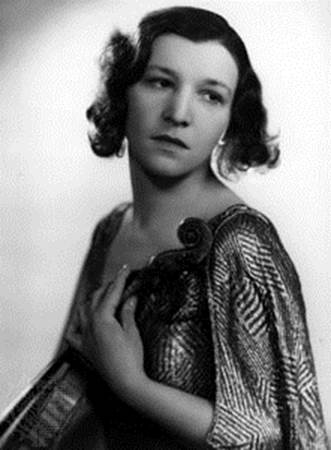
Arányi Jelly 1923-ban

Bartóknak ez az időszak kísérletező korszaka, Igor Stravinsky és Arnold Schönberg hatása mutatkozik meg műveiben. A szonáta improvizációszerű, szabad szerkesztésmódja (kéttételes forma), hangközökkel való bánása, melodikájának gyakori oktáv-törései viselik magukon e próbálkozás nyomait, amelyeket egyébként Bartók hamarosan abbahagyott.
A második, rondószerű formában komponált tétel bizonyos lehiggadást jelez, és variációk is helyet kapnak benne.
Ebben a kompozícióban a két hangszer nem egyenrangú társ; a hegedűé a főszerep, a zongora csak kísér.

## Tételek
1. Molto moderato
2. Allegretto

## Média
- Bartók: II. hegedű-zongora szonáta I. tétel Ney Tibor és Szegedi Ernő előadásában
- Bartók: II. hegedű-zongora szonáta II. tétel Ney Tibor és Szegedi Ernő előadásában

## Autográf anyagok
- Vázlatok: Fekete zsebkönyv (Bartók Archívum, Budapest: BH206) fol. 27v–30v.
- Fogalmazvány (Bartók Péter gyűjteménye: 52VPS1)
- Az 1. oldal autográf leírása (fakszimile kiadása: Az Est Hármaskönyve, 1923, az eredeti lappang)
- A hegedűszólam autográf másolata, Ziegler Márta kiegészítéseivel (Bartók Péter gyűjteménye: 52VS1), játszópéldány és az Universal Edition 7295a szólamkiadás (1923) metszőpéldánya
- Az UE 7295 partitúra elsőkiadás (1923) metszőpéldánya, Márta másolata Bartók javításaival (Bartók Péter gyűjteménye: 52VPFC2).
- Az elsőkiadás javított példánya (hegedűszólammal) (Bartók Péter gyűjteménye: 52VPFC1 és VPC1).